# 烏衣巷

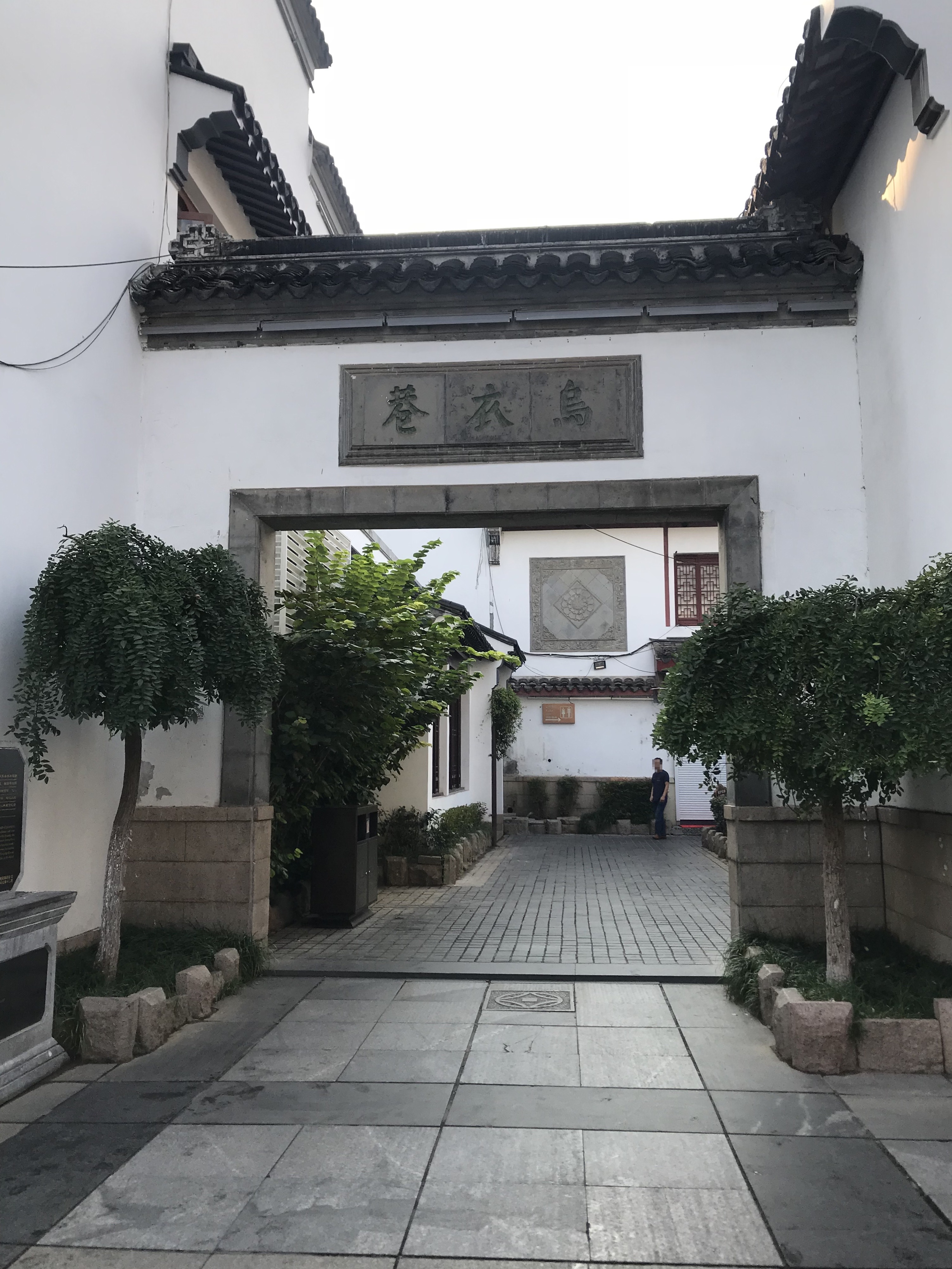
在秦淮河南岸重建的乌衣巷

烏衣巷在南京秦淮河南岸，原為東吳烏衣營的駐地，故名，後為東晉時高門士族的聚居區，東晉開國元勛王導和指揮淝水之戰的謝安都住在這裏，在刘宋、南齐时期，定居于乌衣巷的琅邪王氏支系因为官位不高，门第被琅邪王氏定居于马粪巷的一支马粪诸王压倒。
|                       | 朱雀橋邊野草花，烏衣巷口夕陽斜。舊時王謝堂前燕，飛入尋常百姓家。 |
| ——《烏衣巷》唐·劉禹錫 |                                                                  |

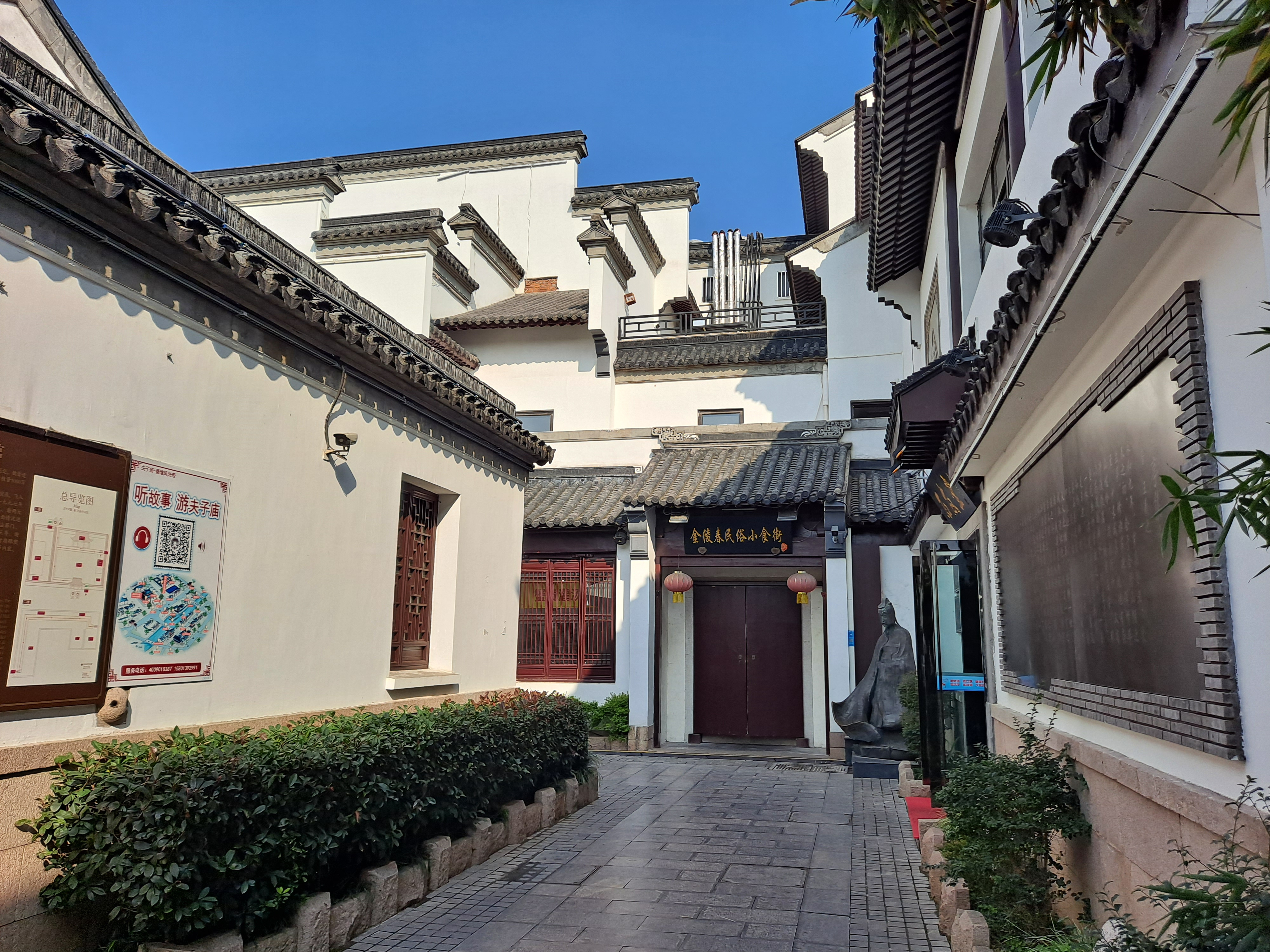
乌衣巷

朱雀橋橫跨南京秦淮河，是由市中心通往烏衣巷的必經之路。舊日橋上裝飾著兩隻銅雀的重樓就是謝安所建。
烏衣舊部則意指六朝遺臣，或王姓、謝姓的遺族。